# Fredrik Braune
Fredrik Emanuel Braune, född 18 juli 1832 i Göteborg, död 19 januari 1907 i Lund, var en svensk biblioteksman.
Braune blev filosofie doktor i Lund 1857, docent i romerska litteraturen och arkeologi där 1858. Han blev extraordinarie amanuens vid universitetsbiblioteket 1863 och vice bibliotekarie 1896. Braunes arbeten omfattar främst latinsk filologi, person- och lärdomshistoria samt bibliografi. Han är begravd på Norra kyrkogården i Lund.